# Арапахо

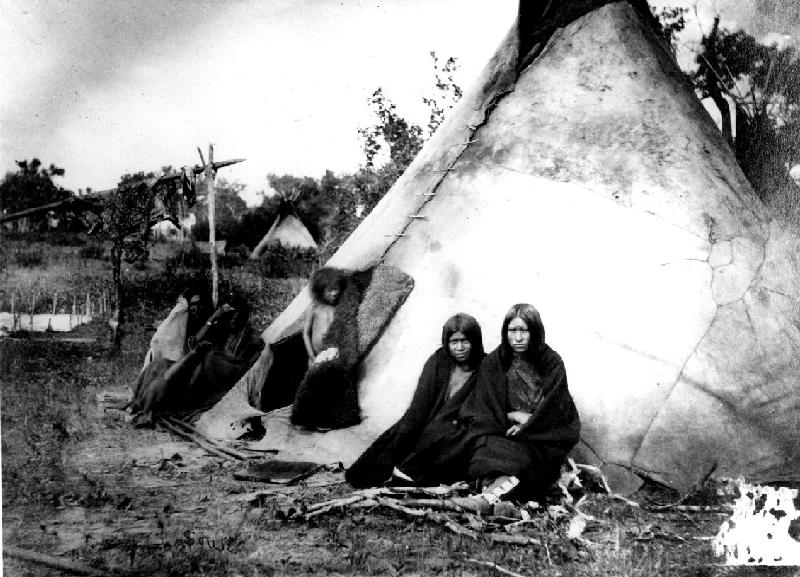
Табір арапахо, приблизно р. 1870

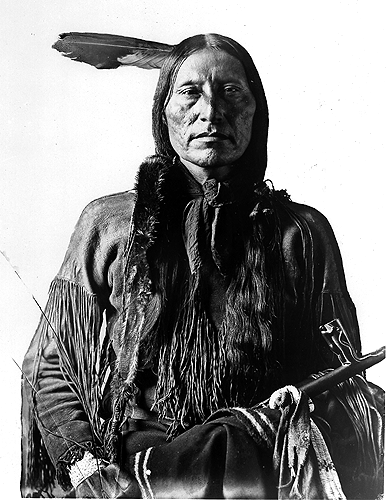
Паршивий Бик, вождь арапахо

Арапахо (самоназва — Hinóno'éíno ", " наш народ ") — індіанський народ у штатах Вайомінг і Оклахома. Чисельність — бл. 10 тис. людей. Серед віруючих є євангелісти, католики, баптисти, меноніти, послідовники традиційної релігії арапахо і Церкви корінних американців.

## Мова
Мова арапахо відноситься до Алгонкінської мовної сім'ї. Належить до західної (рівнинної) групи. В даний час краще збереглася у північних арапахо, які проживають в резервації Вінд-Ривер у Вайомінгу.
Число носіїв понад 1000 людей. Велика частина арапахо розмовляє тільки англійською.

## Історія
За легендами арапахо, вони раніше вели осілий спосіб життя і займалися землеробством, імовірно на території сучасних штатів Міннесота і Північна Дакота. Перейшовши через річку Міссурі вони мігрували на Великі рівнини.
Під час міграції від них відділилися Гровантри, що рушили на північ рівнин і стали союзниками чорноногих. Сталося це в XVIII столітті. Після того, як арапахо перетнули Міссурі вони попрямували на захід і південь. У XIX столітті арапахо підрозділялися на північних і південних.
Північні арапахо кочували в районі витоків річки Норт-Платт, інша група продовжувала йти на південь, до річки Арканзас.
Традиційні заняття — землеробство та полювання. У XVIII–XIX сторіччі були витіснені до Великих рівнин, де зайнялися кінним полюванням на бізонів.
У XX столітті більшість з них зайнялася фермерством, тваринництвом або роботою за наймом. За договором 1867 південні арапахо були поселені в резервацію на Індіанській Території разом з південними шайєннами. Північні арапахо отримали власну резервацію лише в 1876 році, коли їх під військовим конвоєм доставили в агентство східних шошонів, Вінд-Ривер індіанська резервація. Нині північні арапахо адміністративно об'єднані зі східними шошонами, південні — з південними Шайєннами.

## Населення
Льюїс і Кларк в 1805 році нарахували приблизно 1500 арапахо, з яких 400 були чоловіками.
У 1823 році їх чисельність визначили в 1300 людей. У 1854 році Джон Уітфілд, індіанський агент, нарахував 260 тіпі. У 1904 році північні арапахо налічували 889 осіб, південні — 859.
Нинішня чисельність північних арапахо становить 6000 осіб, загальна чисельність південних арапахо і південних шайеннов — 11 000 чоловік.